# 坂井晴彦
坂井 晴彦（さかい はるひこ、1922年1月25日 - 2002年）は、英米文学者、青山学院女子短期大学名誉教授。
東京生まれ。東京商科大学（のち一橋大学）卒。青山学院女子短大助教授、教授、1993年定年、名誉教授。英米児童文学を研究、翻訳をおこなった。

## 翻訳
- のがれる道なし ヤン・セレリヤー 平凡社 1957 (冒険小説北極星文庫)
- コロンブス海をゆく ウォルター・ホッジス 平凡社 1957 (冒険小説北極星文庫)
- ランバレネの太陽 シュバイツァー J.マントン 学習研究社 1970 (世界の伝記)
- よろこびへの歌 ベートーベン リーバ・パーイフ・ミルスキー 学習研究社 1971 (世界の伝記)
- さらわれたデービッド R・L・スティーブンソン 1972 (福音館古典童話シリーズ)
- ロビンソン・クルーソー ダニエル・デフォー 1975 (福音館古典童話シリーズ) のち文庫
- 宝島 R・L・スティーブンソン 1976.10 (福音館古典童話シリーズ) のち文庫
- ガリヴァー旅行記 ジョナサン・スウィフト 福音館書店 1988.1 のち文庫
- アラビアン・ナイト ケイト・D.ウィギン、ノラ・A.スミス編 1997.6 (福音館古典童話シリーズ)

## 参考
- http://bookweb.kinokuniya.co.jp/htm/4834021750.html
- 英語年鑑